# Francesco Armellini Pantalassi de’ Medici
Francesco Armellini Pantalassi de’ Medici (ur. 13 lipca 1470, zm. 25 października 1527) – włoski kardynał.

## Życiorys
Pochodził z Perugii. Został protonotariuszem apostolskim i sekretarzem papieża Juliusza II. Papież Leon X w nagrodę za wierną służbę adoptował go do swojej rodziny i na konsystorzu 1 lipca 1517 mianował kardynałem prezbiterem San Callisto. W 1523 został kardynałem prezbiterem Santa Maria in Trastevere. Był generalnym intendentem papieskich finansów, administratorem diecezji Gerace e Oppido (1517-19) i kilkakrotnie legatem papieskim. W 1521 odkupił od kardynała Innocenzo Cibo urząd kamerlinga Świętego Kościoła Rzymskiego i sprawował go już do śmierci. Zarządzał Rzymem podczas konklawe 1521-22 i 1523. Arcybiskup Tarentu od 1525. Kierował pracami Kancelarii Apostolskiej po ekskomunikowaniu kardynała Pompeo Colonna w listopadzie 1526. Niepopularny wśród Rzymian. Stracił cały swój majątek podczas Sacco di Roma w maju 1527. Niedługo potem (według inskrypcji nagrobnej 25 października 1527) zmarł.